# Podkomorzyce
Podkomorzyce (kaschubisch Pòdkòmòrzëjce; deutsch Niemietzke, 1938–1945 Puttkamerhof) ist ein Dorf in der polnischen Woiwodschaft Pommern und gehört zur Gemeinde Czarna Dąbrówka (Schwarz Damerkow) im Powiat Bytowski (Kreis Bütow).

## Geographische Lage und Verkehrsanbindung
Podkomorzyce liegt in Hinterpommern, am Südufer der Lupow (polnisch: Łupawa) in einer Hügellandschaft. Durch den Ort verläuft die Woiwodschaftsstraße 211, die Nowa Dąbrowa (Neu Damerow) (an der polnischen Landesstraße 6, ehemalige deutsche Reichsstraße 2, heute auch Europastraße 28) mit Kartuzy (Karthaus) und Żukowo (Zuckau) (an den Landesstraßen 7 und 20) verbindet. Eine Bahnanbindung besteht nicht.

## Ortsname
Am 29. Dezember 1937 wurde Niemietzke per Erlass des Oberpräsidenten in Stettin in „Puttkamerhof“ umbenannt und damit an die Anlegung eines Wohnsitzes der Familie Puttkamer zu Ende des 17. Jahrhunderts erinnert. Die polnische Namensgebung, die sich sonst eher an der historischen Namensform orientiert, entspricht dieser Umbenennung wohl, weil der Name Niemietzke unpassend erschien (im Polnischen heißt „niemiecki“ = „deutsch“).

## Geschichte
Das ehemalige Niemietzke wurde Ende des 17. Jahrhunderts erstmals erwähnt und war wohl ein von Damerkow aus angelegter Wohnsitz des Hauses Plassow-Lossin der Familie Puttkamer. Im Jahre 1690 wird Peter Georg von Puttkamer namentlich genannt.
Im Jahre 1784 hatte Niemietzke ein Vorwerk, drei Kossäten, eine Wassermühle, ein weiteres Vorwerk namens Bresinke und insgesamt acht Haushaltungen.
Im Jahre 1854 verkaufte Otto von Puttkamer Niemietzke an den Freiherrn Wilhelm von Puttkamer aus dem Hause Grumbkow. 1870 ging Niemietzke auf seinen Sohn Fritz (Friedrich) über, der es 1910 seinem Sohn Franz übertrug, bevor er seine letzten Jahre in Swinemünde (Świnoujście) verbrachte. Franz Freiherr von Puttkamer (1874–1947) hat das Gut als letzter Herr auf Puttkamerhof bewirtschaftet. Er fand den Tod auf der Flucht im Internierungslager im dänischen Andrup bei Esbjerg.
Im Jahre 1910 zählte Niemietzke 135 Einwohner. Im Jahre 1933 betrug ihre Zahl 138 und sank bis 1939 auf 113.
Bis 1945 gehörte Niemietzke bzw. Puttkamerhof – mit dem Ortsteil Niemietzker Mühle bzw. Puttkamermühle – zum Amts- und Standesamtsbezirk Schwarz Damerkow (Czarna Dąbrówka) und Amtsgerichtsbezirk Bütow (Bytów) im Landkreis Stolp (Słupsk) im Regierungsbezirk Köslin (Koszalin) der preußischen Provinz Pommern.
Am 9. März 1945 wurde Puttkamerhof von sowjetischen Truppen eingenommen. Später drangen Polen in das Dorf ein und vertrieben seine Bewohner. Das nun Podkomorzyce genannte Dorf ist mit seinen 130 Einwohnern heute ein Ortsteil der Gmina Czarna Dąbrówka im Powiat Bytowski in der Woiwodschaft Pommern (1975 bis 1998 Woiwodschaft Słupsk).

## Kirche
Die Dorfbewohner von Niemietzke bzw. Puttkamerhof waren vor 1945 ausnahmslos evangelischer Konfession. Der Ort war in das Kirchspiel Groß Nossin (heute polnisch: Nożyno) im Kirchenkreis Bütow in der Kirchenprovinz Pommern der Kirche der Altpreußischen Union eingepfarrt. Letzter deutscher Geistlicher war Pfarrer Winfried Behling.
Seit 1945 lebt eine überwiegend katholische Bevölkerung in Podkomorzyce. Der Ort gehört nun zur Pfarrei Czarna Dąbrówka im Dekanat Łupawa (Lupow) im Bistum Pelplin der Katholischen Kirche in Polen. Evangelische Kirchenglieder sind in die Kreuzkirchengemeinde in Słupsk (Stolp) in der Diözese Pommern-Großpolen der Evangelisch-Augsburgischen Kirche in Polen eingegliedert.

## Schule
In der im Jahre 1932 einstufigen Volksschule in Niemietzke unterrichtete ein Lehrer 19 Schulkinder.